# Jussi Vasara
Jussi Vasara est un footballeur finlandais né le 14 mai 1987 à Helsinki. 

## Palmarès
SJK Seinäjoki
- Championnat de Finlande
  - Vainqueur (1) : 2015

 FC Honka
- Coupe de la Ligue de Finlande
  - Vainqueur (2) : 2010, 2011
- Coupe de Finlande
  - Vainqueur (1) : 2012